# Dora Luz
Dora Luz (Chihuahua, México, 27 de mayo de 1918-12 de julio de 2018) fue una cantante mexicana. Es conocida por su participación en la película de Walt Disney Los tres caballeros (1944), donde canta el bolero «Solamente una vez», de Agustín Lara, en inglés («You Belong to My Heart»).

## Biografía y carrera
Originaria del estado de Chihuahua, Dora Luz era artista exclusiva de la compañía discográfica RCA Víctor y grabó canciones de Gonzalo Curiel, Alfredo Núñez de Borbón, Abel Domínguez y Luis Arcaraz, entre otros. También es considerada la gran intérprete del compositor Juan B. Leonardo.
En junio de 1939, cantó en el centro nocturno Montparnasse de Guadalajara, Jalisco. En mayo de 1940, se casó con el cantante y compositor cubano Sergio de Karlo, de quien grabó «Odio» y «Amor, amor, amor». En octubre de 1941, después de cantar en el restaurante Perino's Sky Room de Beverly Hills, Dora Luz cantó con la orquesta de Darryl Harpa en el comedor principal del Paxton Hotel de Omaha, Nebraska. En abril y mayo de 1942, cantó en el Rumba Casino de la ciudad de Chicago. En marzo de 1943, se presentó en el Savoy Club de Guadalajara.
El 31 de agosto de 1943, la revista estadounidense Motion Picture Daily anunció que: 

«Walt Disney ha traído aquí [Hollywood] a cuatro de los artistas más importantes de México para su largometraje musical sudamericano [sic] Latino por un día, un lanzamiento de RKO-Radio. Ellos son Carmen, Vicente y José Molina, bailarines, y Dora Luz, cantante».

 Esta producción, resultado de la política del buen vecino, combina animación con imagen real. El título se cambió a Los tres caballeros (en inglés, The Three Caballeros) y la película se estrenó el 21 de diciembre de 1944 en la Ciudad de México. Dora Luz y Carmen Molina estuvieron presentes en el estreno y también promovieron la película apareciendo en las celebraciones del Día de la Independencia de México en Los Ángeles.
En 1945, Dora Luz regresó a Hollywood para grabar «Destino», de Armando Domínguez, en inglés para un cortometraje de Disney y Salvador Dalí titulado Destino. El proyecto se concluyó y estrenó en 2003. En el cine mexicano, participó en el melodrama musical Su gran ilusión (1945), de Mauricio Magdaleno.

## Muerte
Falleció el 12 de julio de 2018 a la edad de 100 años.

## Discografía
Dora Luz grabó varios discos sencillos de 78 revoluciones para el sello RCA Víctor:
- «Te fuiste» / «Sin tu amor»
- «Sospecha» / «Primor»
- «Pregunta» / «Volver a verte»
- «Amor, amor, amor» / «Odio»
- «Piel morena» / «Castigo»
- «Prisionero del mar» / «¿Por qué?»
- «La primera vez» / «No puedo más»

## Filmografía

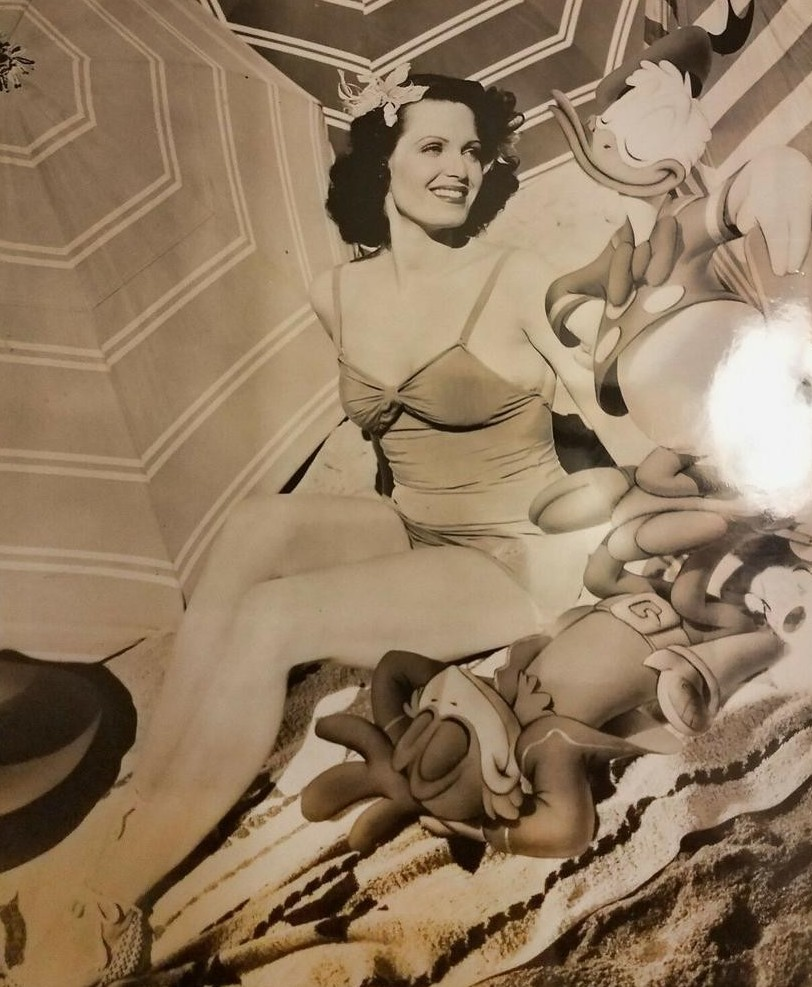
Luz en una fotografía publicitaria para la película Los tres caballeros (1944).

- Los tres caballeros (1944)
- Su gran ilusión (1945)
- Destino (2003)